# Registro TXT
Un registro TXT (abreviatura para registro de texto) es un tipo de registro para recursos del Sistema de nombres de dominio (DNS), usado para proporcionar la habilidad de asociar un texto arbitrario con un dominio u otro nombre, como información legible por humanos sobre un servidor, una red, un centro de datos u otro tipo de datos sobre cuentas.
También es usado para almacenar pequeñas porciones de datos legibles por ordenadores en el sistema DNS.

## Historia
Un dominio puede tener múltiples registros TXT asociados con él, siempre que la implementación del servidor de nombres de dominios lo soporte. Cada registro puede tener uno o más caracteres de una cadena de texto. Tradicionalmente, estos campos de texto se usaron para una variedad de uso no estandarizado, como el nombre completo de una empresa o la dirección de un host.
En 1992, la normativa RFC 1464 propuso un enfoque simple para almacenar atributos y sus valores en esos campos de texto. Esto se usa, actualmente, de manera extendida en:
- Verificación de la propiedad de un dominio[3][4]
- Implementación del Sender Policy Framework,[5]
- Registros de DomainKeys Identified Mail para verificar el remitente de un correo electrónico;[6]
- Detección de servicios con Zeroconf[7][8]
- Políticas del DMARC.

## Formato
Al ser texto no estructurado, las organizaciones pueden usar la cadena TXT en cualquier manera que ellos definan, por ejemplo:
```
example.com.   IN   TXT   "Este nombre de dominio esta reservado para su uso en documentacion"

```

La normativa RFC 1464 también define un formato estructurado que puede ser usado para definir atributos y sus valores en un solo registro, como en estos ejemplos: 
```
host.widgets.com.   IN   TXT   "impresora=lpr5"
sam.widgets.com.    IN   TXT   "bebida favorita=zumo de naranja"

```

En la práctica, los servicios usando registros TXT no suelen seguir esta normativa, pero tienen su propio formato específico.

## Ejemplo de uso
La cadena de texto de un registro TXT usada para el SPF:
```
"v=spf1 ip4:192.0.2.0/24 ip4:198.51.100.123 a -all"

```

Uso para verificación de sitios:
```
"google-site-verification=6P08Ow5E-8Q0m6vQ7FMAqAYIDprkVV8fUf_7hZ4Qvc8"

```

Uso para servicios de correo electrónico personalizados:
```
_amazonses.example.com.   IN   TXT   "pmBGN/7MjnfhTKUZ06Enqq1PeGUaOkw8lGhcfwefcHU="

```